# Frontera entre Croacia y Montenegro
La frontera entre Croacia y Montenegro es la frontera internacional terrestre entre Croacia, estado integrante de la Unión Europea desde el 1 de julio de 2013, y Montenegro. Es una de las fronteras exteriores de la Unión Europea.

## Trazado

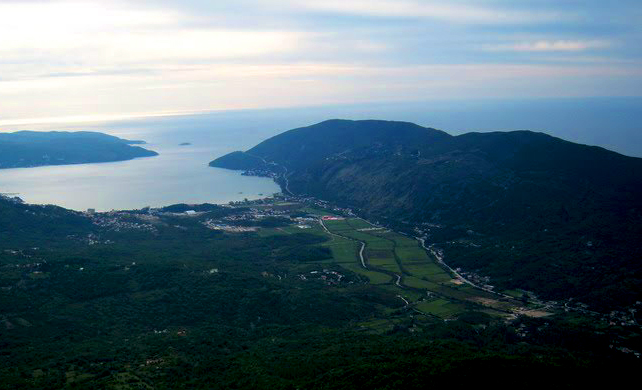
Igalo y Sutorina en Montenegro.

La frontera empieza al norte en el trifinio que se forma con las fronteras entre Bosnia y Herzegovina, Montenegro y Croacia. Después se une al sur con las bocas de Kotor, que culmina a 1089 metros y pasa por el valle de Sutorina.

## Pasos fronterizos
La ruta principal de un país a otro lleva al valle de Sutorina que une las dos ciudades turísticas de Cavtat en Croacia y Herceg Novi en Montenegro, es un eje de comunicación estratégica para el desarrollo turístico de los dos países en los que se sitúan por un lado Dubrovnik y por otro Kotor. El único punto de referencia es una carretera costera al final de las bocas de Kotor.

## Conflicto fronterizo
El territorio fronterizo en la península de Prevlaka y que controla el acceso de las bocas de Kotor fue ocupado por Yugoslavia desde el principio del conflicto contra la recién independizada Croacia en 1991. Los presidentes croata y yugoslavo, Franjo Tuđman y Dobrica Ćosić aceptaron el 30 de septiembre de 1992 una declaración conjunta en Ginebra para desmilitarizar el área. Como resultado, el Consejo de Seguridad de la ONU emitió la Resolución 779 encargando de esta misión a una fuerza de UNPROFOR, que fue reemplazada por la UNMOP. En el año 2002 se llegó a un acuerdo definitivo y la presencia de la ONU terminó el 15 de diciembre de ese año, desde entonces la península volvió a dominio croata.